# Războiul de succesiune pentru Limburg
Războiul de succesiune pentru Limburg a reprezentat o serie de conflicte militare desfășurate între 1283 și 1289, pentru succesiunea asupra ducatului de Limburg.
Cauza războiului de succesiune a constituit-o moartea ducelui Waleran al IV-lea de Limburg din 1280, urmată de cea a unicei sale fiice, Ermengarda de Limburg din 1283. Waleran al IV-lea nu avea fii, iar Ermengarda nu a avut urmași. Ea se căsătorise cu contele Reginald I de Geldern, cre în noua conjunctură emitea pretenții asupra ducatului de Limburg. Cu toate acestea, nepotul de frate al lui Waleran, Adolf al VIII-lea, conte de Berg, fiu al fratelui mai mare al lui Waleran, Adolf al VII-lea de Berg, de asemenea pretindea ducatul de Limburg. Neputând să își exercite aceste pretenții, Adolf le-a vândut în 1283 mai puternicului Ioan I, duce de Brabant.
Între 1283 și 1288, au avut loc câteva confruntări de mai mici dimensiuni între cele două tabere, niciuna dintre ele nefiind decisivă. Între timp, cele mai multe dintre celelalte puteri locale s-au implicat în conflict. Siegfried al II-lea de Westerburg, arhiepiscop de Köln și elector, inamic tradițional față de ducii de Brabant, a încropit o alianță cu Reginald I, la care au aderat contele Henric al VI-lea de Luxemburg și fratele acestuia, Waleran de Luxemburg (senior de Ligny), ca și regele Adolf al Germaniei. Pe de altă parte, Comitatul de Mark a profitat de ocazie pentru a-și afirma independența față de arhiepiscopul de Köln și, împreună cu conții de Loon, Tecklenburg și Waldeck s-a aliat cu Brabantul și cu Berg. Cetățenii din Köln, dornici să se emancipeze de sub conducerea arhiepiscopului, s-au alăturat și ei acestei din urmă alianțe.
După decisiva bătălie de la Worringen din 1288, câștigată de către ducele Ioan I de Brabant și de aliații săi, Ducatul de Limburg a intrat în posesia ducilor de Brabant. Orașul Köln și-a dobândit independența față de arhiepiscop și în cele din urmă statutul de oraș imperial în 1475. 